# Флоріан Тардю
Флоріан Тардю (фр. Florian Tardieu, нар. 22 квітня 1992, Істр, Франція) — французький футболіст, опорний півзахисник клубу «Сент-Етьєн».

## Ігрова кар'єра
Флоріан Тадю народився на півдні Франції у місті Істр і є вихованцем місцевого футбольного клубу «Істр». 18 травня 2012 року футболіст дебютував в основі у матчі Ліги 2. Провівши в клубі три сезони, влітку 2014 року Тардю перебрався до стану іншого клубу Ліги 2 «Сошо», де за чотири сезони провів понад сотню матчів.
Сезон 2018/19 футболіст провів у Бельгії — в клубі «Зюлте-Варегем». Та вже наступного сезону Флоріан повернувся до Франції. Де також приєднався до клубу Ліги 2 — «Труа», з яким у сезоні 2020/21 виграв турнір Другого дивізіону і 7 серпня 2021 року в домашньому матчі проти «Парі Сен-Жермен» дебютував у вищому дивізіоні Франції.
Влітку 2023 року Тардю як вільний агент перейшов до клубу «Сент-Етьєн», з яким у першому ж сезоні через перехідний плей-оф також вийшов до Ліги 1.

## Досягнення
Труа
- Переможець Ліги 2: 2020/21